# Oncidium mixturum
Oncidium mixturum är en orkidéart som först beskrevs av Stig Dalström och Sönnemark, och fick sitt nu gällande namn av Mark W. Chase och Norris Hagan Williams. Oncidium mixturum ingår i släktet Oncidium och familjen orkidéer. Inga underarter finns listade i Catalogue of Life.